# جورج بورل
جورج بورل (انگلیسی: George Burrell) (زادهٔ ۱۸۹۲، نیوکاسل - زمان مرگ نامعلوم) بازیکن فوتبال اهل بریتانیا بود که در پست مهاجم بازی می کرد.
از باشگاه‌هایی که در آن بازی کرده‌است می‌توان به باشگاه فوتبال آرسنال اشاره کرد. او در سال ۱۹۱۲ با آرسنال قرارداد بست.